# وندي ريتشارد
وندي ريتشارد (بالإنجليزية: Wendy Richard)‏ هي ممثلة بريطانية، ولدت في 20 يوليو 1943 في المملكة المتحدة، وتوفيت في 26 فبراير 2009 بلندن في المملكة المتحدة بسبب سرطان الثدي.

## وصلات خارجية
- وندي ريتشارد على موقع IMDb (الإنجليزية)
- وندي ريتشارد على موقع ألو سيني (الفرنسية)
- وندي ريتشارد على موقع ميوزك برينز (الإنجليزية)
- وندي ريتشارد على موقع أول موفي (الإنجليزية)
- وندي ريتشارد على موقع قاعدة بيانات الأفلام السويدية (السويدية)
- وندي ريتشارد على موقع إن إن دي بي (الإنجليزية)
- وندي ريتشارد على موقع ديسكوغز (الإنجليزية)
- وندي ريتشارد على موقع قاعدة بيانات الفيلم (الإنجليزية)
- وندي ريتشارد على موقع كينوبويسك (الروسية)